# Ohanavan
Ohanavan (in armeno Օհանավան?) è un comune dell'Armenia di 2 402 abitanti (2009) della provincia di Aragatsotn.
La cittadina è stata fondata nel 1828 da alcuni emigranti provenienti da Muş.